# Yunyang (Shiyan)
Yunyang (chiń. upr. 郧阳区; chiń. trad. 鄖陽區; pinyin Yúnyáng Qū) – dzielnica w północnej części prefektury miejskiej Shiyan w prowincji Hubei w Chińskiej Republice Ludowej. Liczba mieszkańców dzielnicy w 2010 roku wynosiła 558355.